# Корень (агрогородок)
Корень (бел. Корань) — агрогородок в Логойском районе Минской области Беларуси, в составе Гайненского сельсовета. Население 344 человека (2009).

## География
Корень находится в 10 км к северу от центра сельсовета села Гайна и в 17 км к северо-западу от райцентра, города Логойск. Село находится на Минской возвышенности, рядом с ним несколько холмов высотой 200—280 метров. Корень стоит на водоразделе Чёрного и Балтийского морей — рядом с селом находятся верховья рек Гайна (бассейн Днепра) и Илия (бассейн Немана). Через агрогородок проходит дорога Гайна — Плещеницы, прочие дороги ведут в окрестные деревни.

## История

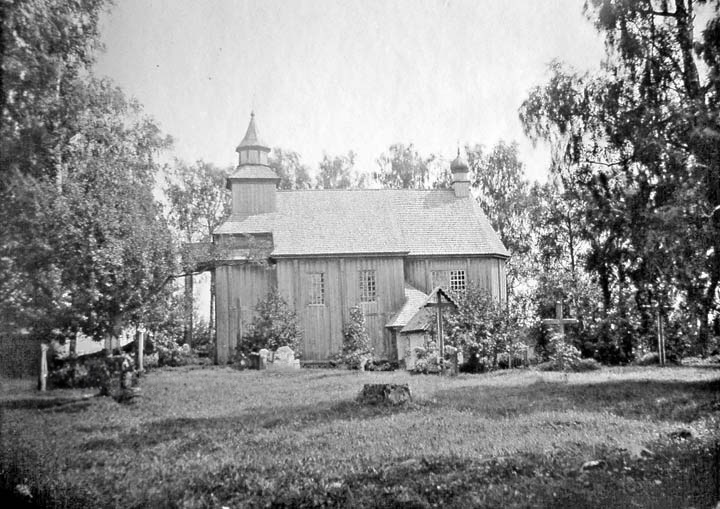

Корень — один из самых старых населённых пунктов Логойского района, его история восходит к XIV веку. Первое упоминание о деревне датируется 1395 годом, когда она была подарена великим князем Витовтом новообразованному капитулу кафедрального собора Святого Станислава в Вильне. Капитулу виленского собора Корень принадлежал на протяжении нескольких веков.
В 1575 году здесь был построен деревянный костёл, который получил статус филиального при храме в Гайне. В 1605 году храм обрёл самостоятельный статус.
В результате административно-территориальной реформы в Великом княжестве Литовском середины XVI века поселение вошло в состав Минского повета Минского воеводства.

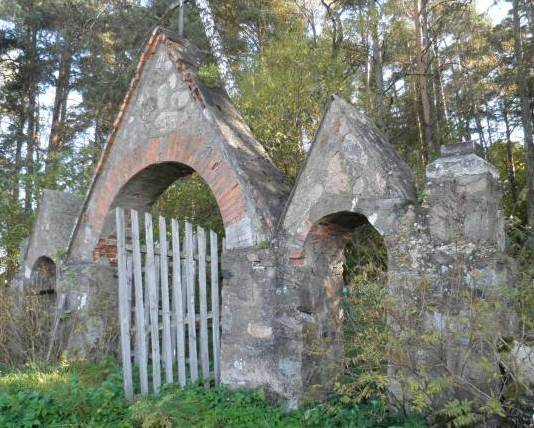
Брама католического кладбища

Во время русско-польской войны 1654—1667 годов храм сгорел, новый деревянный католический храм был построен в 1730 году и освящён в честь Вознесения Девы Марии. Этот храм погиб во время Великой Отечественной войны. Помимо католиков Корень имел также православное население, но в связи с отсутствием своего храма православные выполняли обряды в костёле.
В результате второго раздела Речи Посполитой (1793) Корень оказался в составе Российской империи; в Докшицком, а с 1796 года в Борисовском уезде.
В 1919 году Корень вошёл в БССР, где 20 августа 1924 года стал центром сельсовета. Позднее Коренский сельсовет был ликвидирован и присоединён к Гайнскому.
Среди жертв карательной акции нацистов в Хатыни, состоявшейся 22 марта 1943 года, большинством были верующие римско-католического прихода села Корень, к которому в то время относилась и деревня Хатынь.

## Достопримечательности
- Брама (ворота) католического кладбища.
- Могила Д. Луцевича, отца поэта Янки Купалы.